# 盐边腹链蛇
盐边腹链蛇（学名：Hebius yanbianensis），一种发现于中国四川省盐边县的爬行动物，隶属于水游蛇科东亚腹链蛇属。其种加词“yanbianensis”意为“四川省盐边县的”。

## 形态特征
本种区别东亚腹链蛇属其他物种的特征为：尾体长比（TL/SVL）为0.35；具有3枚眶后鳞、6枚颞鳞、8枚上唇鳞（第4、5枚入眶, 第6枚最大）、10枚下唇鳞（前5枚接前颔片）和172枚腹鳞；肛鳞二分；尾下鳞90对；背鳞19-19-17行，在第99枚腹鳞处由19行变为17行；上颌骨具齿23-25枚。

## 保护
本种于2023年被收录入《有重要生态、科学、社会价值的陆生野生动物名录》。